# NGC 834
NGC 834 è una galassia a spirale situata nella costellazione di Andromeda, a una distanza di circa 210 milioni di anni luce dalla nostra Via Lattea.

## Scoperta
La galassia è stata scoperta il 21 settembre 1786 dall'astronomo britannico di origine tedesca William Herschel.

## Descrizione
NGC 834 presenta una larga riga a 21 cm dell'idrogeno neutro. La sua luminosità nell'infrarosso lontano (da 40 a 400 µm) è di 6,46 x 1010 {\displaystyle L_{\odot }} (1010,81 {\displaystyle L_{\odot }}); la sua luminosità totale nell'infrarosso (da 8 a 1000 µm) è di 8,71 x 1010 {\displaystyle L_{\odot }} (1010,94 {\displaystyle L_{\odot }}).

## Gruppo di NGC 841
NGC 834 fa parte del Gruppo di NGC 841, che comprende sei galassie luminose nei raggi X. Le altre cinque galassie componenti il gruppo sono NGC 841, NGC 845, UGC 1650, UGC 1673 e UGC 1721.
Anche la galassia UGC 1771 fa parte di questo gruppo, ma non è luminosa ai raggi X.